# 京都府道32号下鴨京都停車場線
京都府道32号下鴨京都停車場線（きょうとふどう32ごう しもがもきょうとていしゃじょうせん）は、京都府京都市左京区下鴨本町から同市下京区の京都停車場に至る主要地方道に指定された府道である。

## 概要
- 別名、下鴨本通 - 河原町通 - 七条通 - 烏丸通。
- 京都一の繁華街四条河原町（河原町、木屋町、新京極界隈）を通る。

### 路線データ
- 起点：京都市左京区下鴨本町[1]（下鴨本通北大路交差点＝国道367号交点、京都府道40号下鴨静原大原線起点[2]）
- 終点：京都停車場[1][注釈 1]（京都府道115号伏見港京都停車場線終点[3]）
- 重要な経過地：なし[1]

## 歴史
本路線は、道路法（昭和27年法律第180号）第56条の規定に基づいた主要な都道府県道（主要地方道）として1954年（昭和29年）に建設省が日本で初めて指定した路線の1つである府道京都停車場線など複数の路線を前進としている。認定当初の終点は国道24号および京都府道113号梅津東山七条線交点の烏丸七条交差点にあったが、1964年（昭和39年）の第2次主要地方道指定時には本路線に府道梅津東山七条線の一部（国道24号重用区間）、市道河原町通線の一部、府道大原静原下鴨線の一部を加える形で下鴨京都停車場線が制定されて現在に至る。

### 年表
- 1954年（昭和29年）1月20日 - 建設省が府道京都伏見線の一部を主要地方道京都停車場線（京都停車場 - 京都市下京区真苧屋町）として主要地方道に指定[4]。
- 1955年（昭和30年）10月18日 - 京都府が京都停車場線（国鉄京都停車場 - 京都市下京区真苧屋町、整理番号：主要地方道32号）として府道路線認定[5]。
- 1959年（昭和34年）12月18日 - 京都府が大原静原下鴨線（左京区大原上野町 - 上京区青龍町、整理番号：一般地方道3号）、梅津東山七条線（右京区梅津構口町 - 東山区東瓦町、整理番号：一般地方道21号）として府道路線認定[6][注釈 2]。
- 1964年（昭和39年）12月28日 - 建設省が府道京都停車場線、府道大原静原下鴨線の一部、市道河原町通線の一部、府道梅津東山七条線の一部を下鴨京都停車場線（京都市左京区 - 京都停車場）として指定[7]。
- 1967年（昭和42年）2月10日 - 京都府が下鴨京都停車場線（京都市左京区下鴨本町 - 国鉄京都停車場、整理番号：主要地方道32号）として府道路線認定[1]。同日、府道京都停車場線を廃止[8]。本路線の一部となった府道大原静原下鴨線の認定内容に変更がなされなかったため、起点の左京区下鴨本町（下鴨本通北大路交差点）から上京区青龍町（河原町今出川交差点）にかけては同路線との重用関係が生じる。
- 1983年（昭和58年）2月1日 - 京都府が府道路線を認定した告示の一部を改正し、大原静原下鴨線の起点と終点を反転させて路線名を下鴨静原大原線に変更[9]。この際に起点も京都市左京区下鴨本町に変更した[9]ため、本路線との重用関係が解消された。

## 地理

### 通過する自治体
- 京都府
  - 京都市（左京区 - 上京区 - 中京区 - 下京区）

### 交差する道路
京都市左京区
- 国道367号（北大路通）・京都府道40号下鴨静原大原線（下鴨本通）：下鴨本町・下鴨本通北大路交差点（起点）
- 京都府道30号下鴨大津線（御蔭通）：下鴨泉川町

京都市上京区
- 京都府道101号銀閣寺宇多野線（今出川通）：河原町今出川交差点
- 京都市道187号鹿ヶ谷嵐山線（丸太町通）：河原町丸太町交差点

京都市中京区
- 京都府道37号二条停車場東山三条線（御池通）：河原町御池交差点

京都市下京区
- 京都市道186号嵐山祇園線（四条通）：四条河原町交差点
- 国道1号・国道8号（五条通）：河原町五条交差点
- 国道24号（河原町通 - 七条通 - 烏丸通）：七条河原町交差点 - 烏丸七条交差点（重用）
- 京都府道113号梅津東山七条線（七条通）：七条河原町交差点 - 烏丸七条交差点（重用）
- 京都府道115号伏見港京都停車場線（塩小路通）（終点）

### 沿線
京都市左京区
- 京都府立洛北高等学校
- 賀茂御祖神社（下鴨神社）
- 京都市立下鴨中学校
- 京都市立下鴨小学校
- 京都家庭裁判所
- 賀茂川

京都市上京区
- 本満寺
- 京都市立京極小学校
- 本禅寺
- 廬山寺・紫式部邸宅遺跡
- 梨木神社
- 京都府立医科大学附属病院
- 京都府立医科大学
- 京都府立鴨沂高等学校

京都市中京区
- 行願寺
- 京都市立銅駝美術工芸高等学校（元銅駝中学校）
- 高瀬川一之船入
- 京都市役所
- 京都ホテルオークラ
- 京都市営地下鉄東西線 京都市役所前駅
- 本能寺

京都市下京区
- 阪急京都本線 京都河原町駅
- 京都住友ビル
- 京都市学校歴史博物館
- 上徳寺
- 長講堂
- 渉成園（枳穀邸）
- 京都市立下京渉成小学校
- 東本願寺
- 京都ヨドバシ
- 京都タワー
- 京都駅前地下街ポルタ
- 京都中央郵便局
- 京都駅